# Pavel Trikhichev
Pavel Sergeyevich Trikhichev (en russe : Павел Сергеевич Трихишев) est un skieur alpin russe, né le 7 novembre 1992 à Montchegorsk. Skieur polyvalent, il obtient un podium en combiné dans la Coupe du monde en 2018.

## Biographie
Son activité de skieur de haut niveau commence en 2007. Il dispute ses premières compétitions avec l'équipe nationale aux Championnats du monde junior entre 2010 et 2013, pour un meilleur résultat de sixième sur le combiné en 2013 au Québec.
Dans la Coupe d'Europe, dont il participe depuis 2012, il obtient son premier podium en janvier 2013 en slalom géant.
S'il fait ses débuts en Coupe du monde en mars 2013, sa première compétition dans l'élite date d'un mois plus tôt, les Championnats du monde de Schladming où il est 27e du slalom géant. Il marque ses premiers points sur sa deuxième course, en slalom géant.
Début 2014, il prend part aux Jeux olympiques de Sotchi devant son public. Il se classe 24e du super-combiné, 26e du super G, 33e du slalom et ne finit pas le slalom géant.
Aux Championnats du monde 2017, à Saint-Moritz, il est notamment 18e du combiné, son meilleur résultat en grand championnat.
Le 12 janvier 2018, il prend la 2e place du combiné de Wengen (à 96 centièmes de Victor Muffat-Jeandet) et signe ainsi son meilleur résultat en Coupe du monde et son premier et unique podium en Coupe du monde. Aux Jeux olympiques d'hiver de 2018, à Pyeongchang, il ne participe qu'au combiné, qu'il ne finit pas. Le Russe ajout trois top dix lors de combinés à son palmarès en Coupe du monde, finissant notamment sixième à Wengen en 2019, puis septième à Bormio et dixième à Hinterstoder l'hiver suivant.

## Palmarès

### Jeux olympiques
| Édition / Épreuve   | Slalom | Super G | Combiné | Slalom géant |
| ------------------- | ------ | ------- | ------- | ------------ |
| JO 2014 Sotchi      | 33e    | 26e     | 24e     | Abandon      |
| JO 2018 Pyeongchang |        |         | Abandon |              |

### Championnats du monde
| Épreuve / Édition | Schladming 2013 | Vail - Beaver Creek 2015 | Saint-Moritz 2017 | Åre 2019 |
| Slalom            |                 | Abandon                  | Abandon           | 31e      |
| Super G           |                 | 31e                      | 35e               | 33e      |
| Slalom géant      | 27e             | Abandon                  | Abandon           | 27e      |
| Super combiné     |                 | 24e                      | 18e               | 30e      |

### Coupe du monde
- Meilleur classement général : 57e en 2018.
- 1 podium.

#### Classements par saison
| Saison    | Classement général final | Classement en slalom géant | Classement en slalom | Classement en combiné | Classement en super G | Classement en parallèle |
| 2013-2014 | 145e                     | 52e                        | -                    | -                     | -                     | -                       |
| 2014-2015 | 130e                     | -                          | 47e                  | 41e                   | -                     | -                       |
| 2017-2018 | 57e                      | 45e                        | 48e                  | 6e                    | -                     | -                       |
| 2018-2019 | 81e                      | 37e                        | -                    | 10e                   | -                     | -                       |
| 2019-2020 | 62e                      | 42e                        | 56e                  | 9e                    | 43e                   | 20e                     |

### Coupe d'Europe
- 1 podium.

### Championnats de Russie
- Champion du slalom en 2013, 2014, 2015, 2016 et 2017.
- Champion du slalom géant en 2015, 2016, 2018 et 2019.